# 临猗县
临猗县是中华人民共和国山西省运城市所辖的一个县。总面积为1339.32平方公里，縣人民政府駐猗氏鎮。

## 历史
1947年4月起，晋冀鲁豫野战军第4纵队和太岳军区部队陆续攻占今运城市境内的各县。4月15日，解放军攻占猗氏县。4月23日，攻占临晋县。
1949年2月，由晋绥十一专署改属运城专区。1954年属晋南专区，同年，临晋县和猗氏县合并成临猗县。

## 地理
地理坐标：东经110°17′30.7″---110°54′38.9″，北纬34°58′52.9″---35°18′47.6″.东西阔55公里，南北长33公里，总面积1339.32平方公里。

## 行政区划
临猗县下辖9个镇、5个乡：
猗氏镇、嵋阳镇、临晋镇、七级镇、东张镇、孙吉镇、三管镇、牛杜镇、耽子镇、角杯镇、楚侯乡、庙上乡、北辛乡和北景乡。

## 交通
209国道， 342国道

## 人口
临猗县第七次全国人口普查公报顯示：2020末，全县常住人口为482559人。
2010年第六次全国人口普查57.251万人。据2018年人口抽样调查，年末全县常住人口为595476人，其中男性人口299004人，女性人口296472     人，性别比为100.85%。城镇化率达到44.47%，其中城镇人口264797人，乡村人口330679人。人口出生率8.67‰，人口死亡率6.33‰，人口自然增长率为2.34‰。

## 经济
据初步核算，2018年全县生产总值完成1433982万元，按可比价计算同比增长0.4%。其中，第一产业完成增加值439428万元，按可比价计算同比下降7.4%，拉动GDP下降2.3个百分点；第二产业完成增加值323148万元，按可比价计算同比下降2.6%，拉动GDP下降0.8个百分点，其中工业增加值完成221867万元，同比下降3.1%，拉动GDP下降0.7个百分点；第三产业完成增加值671406万元，按可比价计算同比增长8.8%，拉动GDP增长3.5个百分点。2018年三次产业比重为30.6：22.5 ：46.9。一产比重同比下降3个百分点，二产比重同比下降0.6个百分点，三产比重同比上升3.6个百分点。全县人均GDP完成24109元，按可比价计算同比增长0.07%。

## 风景名胜
- 全国重点文物保护单位：临晋县衙、妙道寺双塔、程村遗址、猗氏故城、闾原头永兴寺塔、张村圣庵寺塔
- 山西省文物保护单位：猗顿墓、薛道实墓、王卓墓、陈茂墓
- 临猗县文物保护单位

## 名人
- 傅作义
- 姬鹏飞
- 孙宏斌
- 杜善学
- 猗顿
- 谷景生
- 茹夫一
- 李哲人
- 李琪
- 杨蔚屏
- 王鸿钧
- 翟方进
- 裴寂
- 王鸿钧
- 张嘉贞
- 张延赏
- 张弘靖
- 张彦远
- 封常清